# Класични кинески језик
Класични кинески језик или књижевни кинески језик је традиционални стил кинеског писма који се темељи на граматици и речнику древног кинеског језика, и разликује се од било којег савременог облика говорног кинеског језика. Међутим, разлика између класичног књижевног и домаћег књижевног кинеског језика није баш јасна. Класични кинески језик се раније користило за готово све формалне преписке пре и почетком 20. века, не само у Кини, већ и (током различитих периода) у Кореји, Вијетнаму и Јапану. Међу кинеским говорницима, класични кинески је увелико замењен домаћим кинеским језиком (白話, báihuà), стилом писања који је сличан савременом говорном мандаринском језику, док су говорници некинеских језика углавном напустили класични кинески у корист матерних језика.
Књижевни кинески је познат као Ханмун (漢文, „ханско писање“) у корејском, и као Канбун (漢文, „ханско писање“) у јапанском.

## Дефиниције
Док се називи класични кинески језик и књижевни кинески језик често користе на исти начин, синолози се начелно слажу да су у ствари различити. „Класични“ кинески (古文, пин: Gǔwén, „античко писање“), или дословније 古典漢語 (пин: Gǔdiǎn Hànyǔ, „класичи кинески“) односи се на писани језик Кине за време династије Жоу, а посебно на пролећни и јесењи период, па све до краја династије Хан. Класични кинески је дакле језик који се користи у многим утицајним кинеским делима као што су Лун Ју и Дао Де Јинг, као и делима Мен Цуа. (Језик још старијих текстова, као што је Шиђинг, се понекад назива стари кинески, или пре-класични.)
Књижевни кинески језик (文言文, Wényánwén, „књижевно писање“, или колоквијалније 文言 Wényán) је облик писаног кинеског језика коришћен од краја династије Хан до почетка 20. века када је замењен колоквијалним кинеском језику (Баихуа). Књижевни кинески је почео више да се разилази од класичног кинеског када су дијалекти Кине почели да постају све различитији и када је класични писани језик постао све мање представник говорног језика. Истовремено, књижевни кинески се у великој мери темељи на класичном језику, и писци су често позајмљивали класични језик у својим књижевним писима. Књижевни кинески дакле испољава много сличности са класичном кинеском језику, иако су те сличности умањене током векова.
Ова ситуација, коришћење књижевног кинеског у кинеској културној сфери, упркос постојању различитих регионалних дијалеката, зове се диглосија. Може да се упореди са постојањем универзалног латинског језика и више локалних романских језика у Европи, насталих од латинског, као и положајем класичног арапског у односу на различите врсте арапских језика у арапским земаљама. Романски језици су наставили да се развијају и вршили су утицај на латинске текстове из тог периода, тако да је у средњем веку, средњовековни латински језик имао многе конструкције које би збуниле Римљане. Истовремено постојање класичног кинеског и домаћих језика у Кореји, Јапану и Вијетнаму могу се упоредити са употребом латинског језика у земљама у којима се говоре не-латински језици као што су германски или словенски језици, или позицијом арапског у Персији и Индији.

## Изговор
Кинеско писмо није алфабетско и једва одражава промене звука. Пробна реконструкција старог кинеског је подухват стар само неколико векова. Као резултат тога, класични кинески се не чита реконструкцијом старог кинеског изговора. Уместо тога, чита се изговором различитих врста кинеског језика, као што су стандардни мандарински или друге регионалне врсте као што је стандардни кантонски; или, у неким врстама кинеског (нпр. Јужни Наншки језик), са посебним скупом изговора коришћених за класични кинески или речником и употребом позајмљеним из класичног кинеског.
Корејски, јапански или вијетнамски читаоци класичног кинеског користе начин изговора специфичан за њихове сопствене језике. На пример, јапански говорници користе On'yomi (или ређе) Kun'yomi, који су начин канђи, или кинеских карактера, прочитане кад се користе за писање јапанског. Такође је коришћен Кунтен, систем који помаже јапанским говорницима са класичним кинеским редом речи.
Пошто је изговор свих модерних врста кинеског језика различит од старокинеског или других облика историјског кинеског (као што је средњи кинески), речи које су се некада римовале у поезији се можда више не римују (нпр. рима се понекад појављује у минушким, кантонским, али не толико често у мандаринском), или обрнуто. Поезија и други списи писани у рими тиме постају мање разумљиви. Међутим, неки савремени кинески језици имају фонолошке карактеристике које су ближе старијем изговору него што је то случај са другим језицима, што се види у очувању стиховних структура. Неки верују да вењаншка литература, нарочито поезија, звуци боље када се чита неким језицима који су сматрани ближим старијем изговору, као што је кантонски или јужно мински.
Још један феномен који је чест у читању класичног кинеског је хомофонија, или речи које звуче исто. Преко 2500 година промена звука дели класични кинески језик од било којег савременог језика или дијалекта, па кад се класични кинески чита у било којем савроменом кинеском језику (посебно мандаринском) или у јапанском, корејском, или вијетнамском, многи карактери који су оригинално имали различите изговоре су постају хомоними. Постоји познати класични кинески есеј који је почетком 20. века написао лингвиста Јуенжен Џао, под насловом Песник лавождер у каменом скровишту који садржи само речи које се сада изговарају као shī, shí, shǐ и shì у стандардном мандаринском (акценти показују четири тона). Есеј је написан да покаже како је класични кинески постао непрактичан језик за говорнике савременог кинеског, јер када се чита наглас је у великој мери неразумљив. Ипак есеј је савршено разумљив када се чита у себи, јер књижевни кинески по својој природи као језик употребљава логографски писани систем, и често се може извући са употребом хомофона који се ни у усменом старокинеском не би разликовали на било који начин.